# Stellaria omeiensis
Stellaria omeiensis là loài thực vật có hoa thuộc họ Cẩm chướng. Loài này được C.Y. Wu & Y.W. Cui ex P. Ke miêu tả khoa học đầu tiên năm 1985.